# Zeng Fanzhi
Zeng Fanzhi (chinesisch 曾梵志, Pinyin Zēng Fànzhì; * 1964 in Wuhan, Volksrepublik China) ist ein zeitgenössischer, chinesischer Maler. Er lebt und arbeitet in Peking.

## Leben und Werk
Der 1964 in Wuhan geborene Zeng Fanzhi gilt als einer der bedeutendsten chinesischen Künstler der Gegenwart. Er studierte an der Hubei Academy of Fine Arts, wo er 1991 seinen Abschluss machte.
Wie viele chinesische Künstler seiner Generation ist sein Werk stark von seiner Jugend während der Kulturellen Revolution beeinflusst. Gemeinsam mit – etwa gleichaltrigen – Künstlern wie Yue Minjun, Wang Guangyi, Fang Lijun wird Zeng zu einer Kunstrichtung gezählt, die als zynischer Realismus oder Politischer Pop bezeichnet wird.
Am bekanntesten ist er für seine Masken-Serie, die zwischen 1994 und 2000 entstand. Auf diesen Bildern sind die Gesichter der Dargestellten hinter stilisierten Masken verborgen, dies wird als Hinweis auf den Unterschied zwischen der inneren Natur des Menschen und der metaphorischen Maske, die der Welt gegenübersteht, verstanden.
Seine Werke erzielen auf Auktionen regelmäßig hohe Preise, so brachte 2006 eines seiner Werke in Hongkong 6,8 Millionen Euro, was zum damaligen Zeitpunkt ein Rekord für ein zeitgenössisches chinesisches Kunstwerk war. 2013 erzielte das Gemälde „das letzte Abendmahl“ (ein von Leonardo da Vincis Abendmahl inspiriertes Bild) ebenfalls bei einer Auktion in Hongkong 180,4 Millionen HKD (etwa 17 Millionen Euro), was den aktuellen Rekord für ein zeitgenössisches Asiatisches Werk darstellt.

## Wichtige Ausstellungen

### Einzelausstellungen
(Quelle:)
- Singapore Art Museum (2007)
- Musée d’art moderne de Saint-Etienne de Metropole, Saint-Etienne, Frankreich (2007)
- Fundacion Godia, Barcelona, Spanien (2009)
- National Gallery for Foreign Art, Sofia, Bulgarien (2010)
- Rockbund Art Museum, Shanghai, China (2010)
- François Pinault Foundation, Palazzo Grassi, Venedig (2011)
- Musée d’art moderne de la Ville de Paris (2013)
- Ullens Center for Contemporary Art, Beijing (2016)

### Teilnahmen
- Guangzhou Triennale (2002)
- Biennale di Venezia (2009)[1]